# Joseph Nauwens
Joseph Nauwens, né à Anvers le 19 avril 1830 et mort dans la même ville le 28 avril 1892, est un graveur et un peintre belge.
En 1855, l'artiste anversois obtient une mention honorable au Prix de Rome belge en gravure et s'oriente ensuite vers la peinture peu avant 1870.

## Biographie

### Famille
Joseph (Jean Joseph) Nauwens, né à Anvers le 19 avril 1830, est le fils de Godefroid Jacques Nauwens (1801-1873), sculpteur miniaturiste réalisant des compositions d'architecture gothique en bois, et d'Anne Dorothée Vander Velden (1792), mariés à Anvers le 14 février 1827.

### Formation
Joseph Nauwens est étudiant à l'Académie royale des beaux-arts d'Anvers, où il est formé à la gravure en taille-douce sur métaux par Erin Corr.
En 1855, il obtient une mention honorable au Prix de Rome belge en gravure.

### Carrière
Joseph Nauwens commence à participer aux expositions triennales belges au Salon d'Anvers de 1849, où il envoie une gravure ébauchée représentant la Tête de Melpomène, d'après l'antique et un dessin à la plume : Sainte Famille, d'après Raphaël. Durant quelque vingt ans, il se consacre exclusivement à la gravure, puis peu avant 1870, il abandonne cet art pour s'orienter vers la peinture jusqu'à la fin de sa vie. Au cours de sa carrière, il expose à plus de vingt salons triennaux belges, essentiellement aux salons d'Anvers et de Bruxelles.
Joseph Nauwens, célibataire, meurt, à l'âge de 62 ans, en son domicile rue Royale no 23 à Anvers le 28 avril 1892.

## Œuvre

### Caractéristiques
L'œuvre de Joseph Nauwens relève initialement du domaine de la gravure. Il reproduit par la gravure et le dessin plusieurs maîtres anciens, comme Hans Memling, Raphaël, Carlo Maratta, Rubens et Rembrandt. Il grave également d'après les tableaux d'artistes belges contemporains comme Ferdinand de Braekeleer, François Verheyden et Félicité Sommé. Ses portraits gravés ont une ressemblance exacte, mais présentent parfois un manque de moelleux dans les traits et une dureté dans les plis des habits. 
Peu avant 1870, Joseph Nauwens abandonne la gravure pour se consacrer à la peinture de natures mortes (fleurs et fruits) et de scènes de genre.

### Galerie

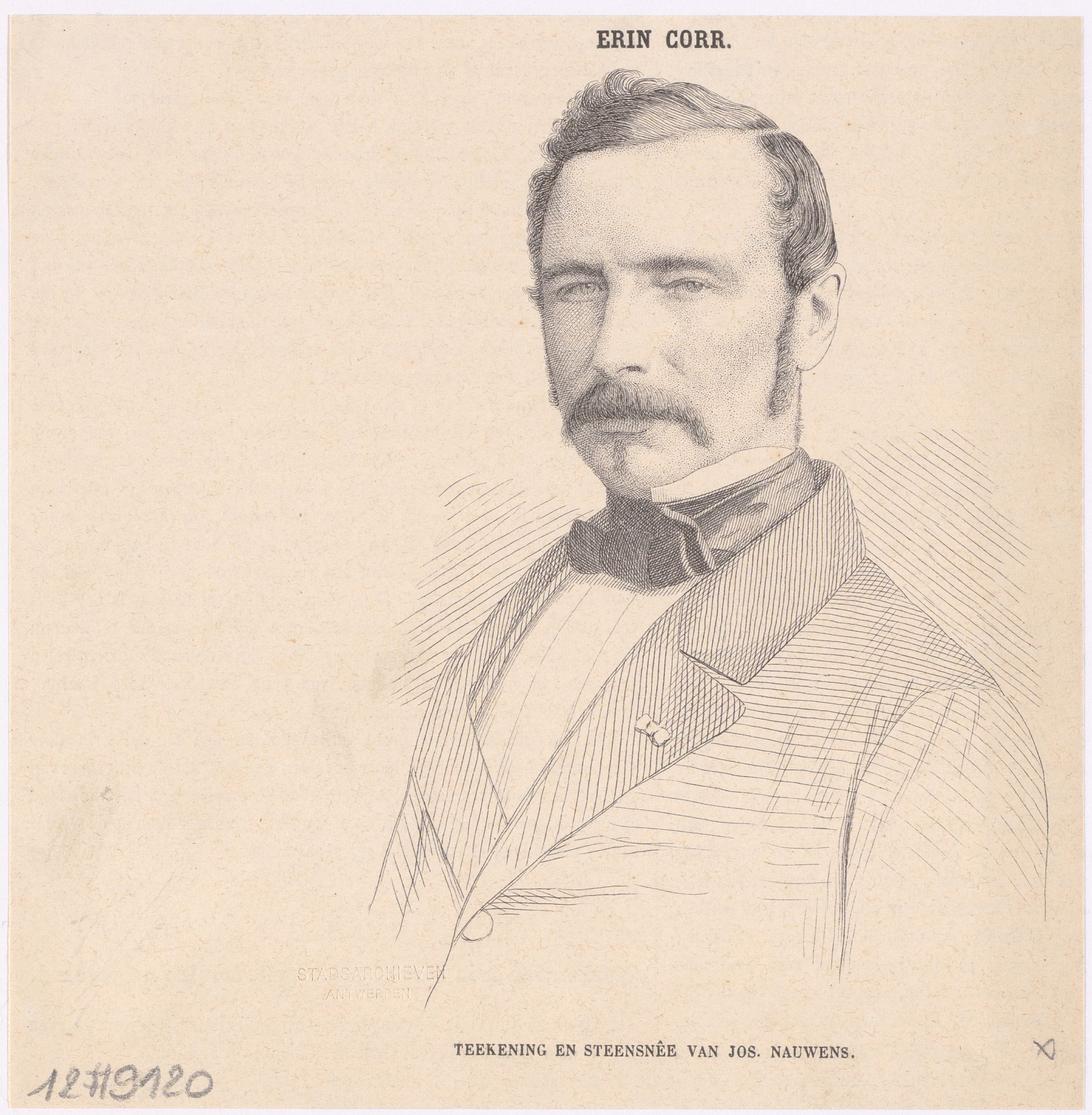
Erin Corr, gravure de Joseph Nauwens.
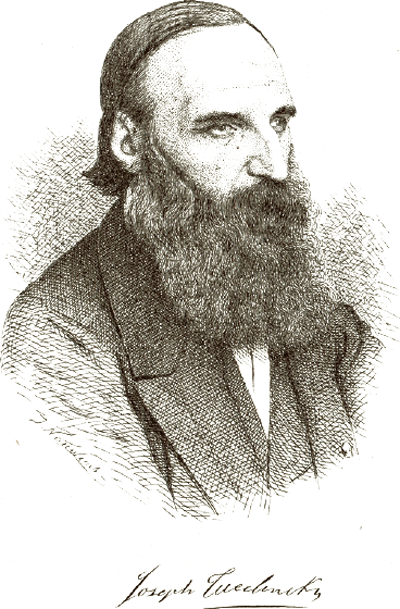
Lithographie du sculpteur Joseph Tuerlinckx.
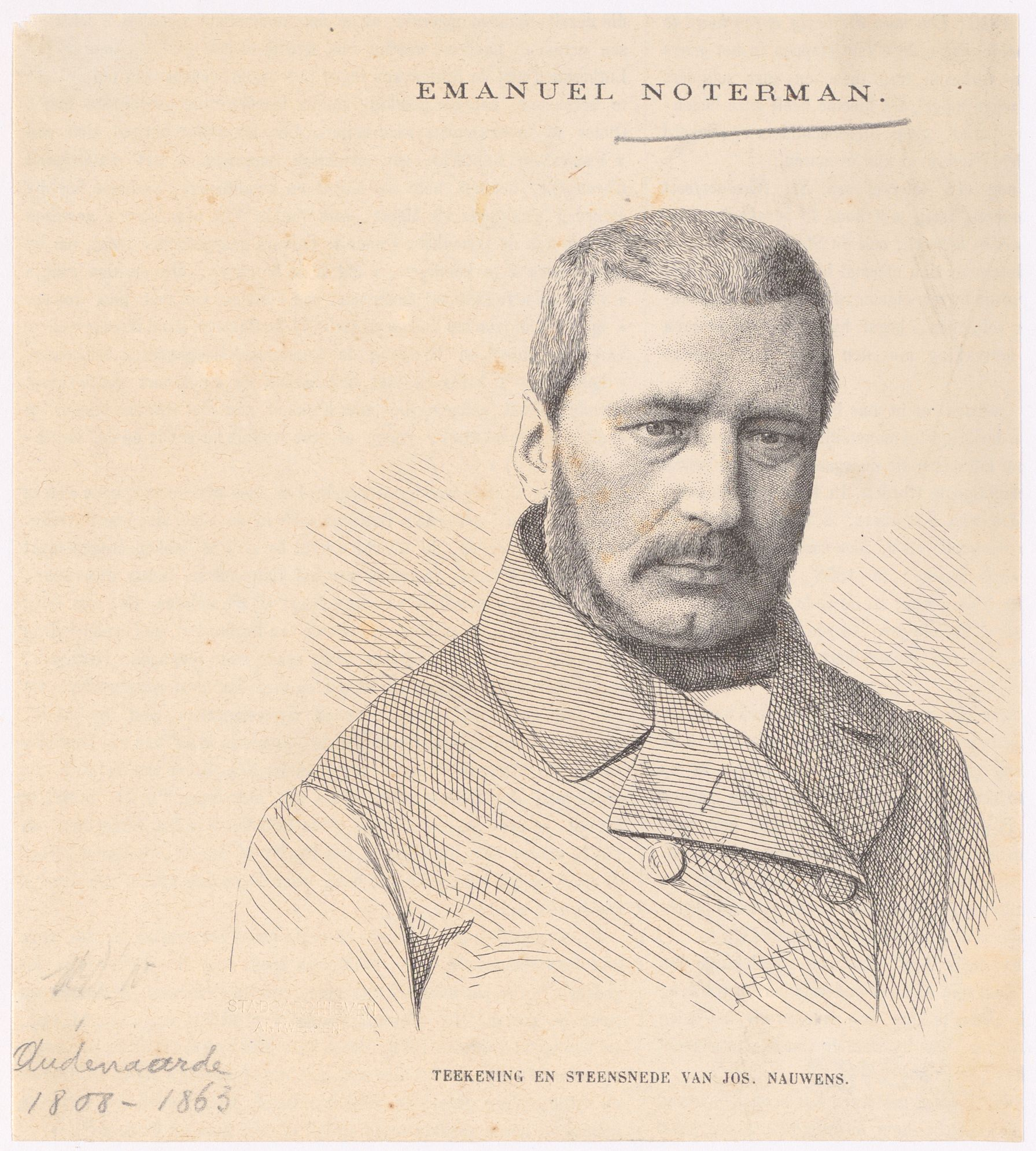
Portrait gravé d'Emmanuel Noterman par Joseph Nauwens.
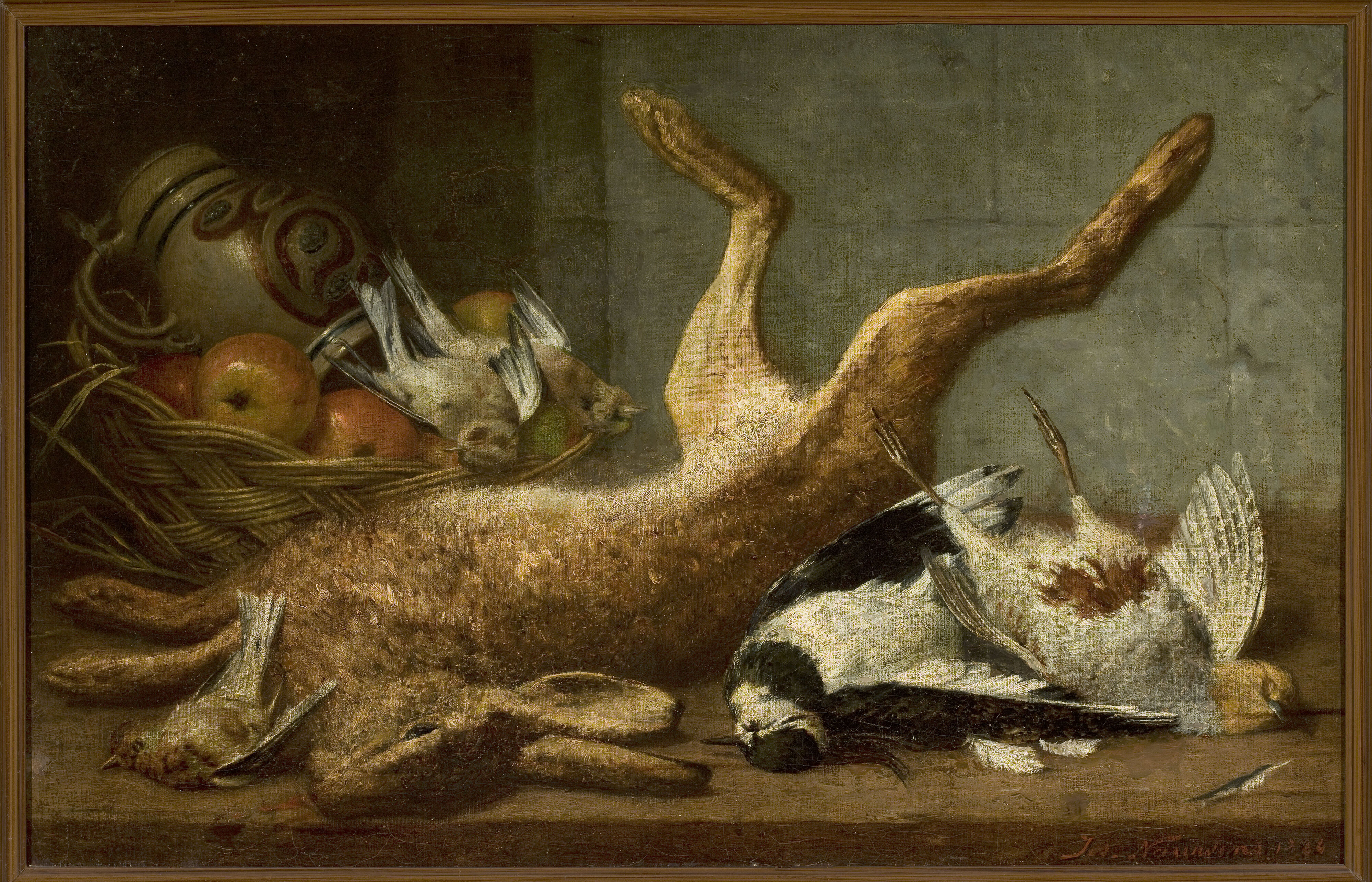
Trophées de chasse (1884) par Joseph Nauwens, conservé au Musée national de Varsovie.

### Expositions

#### Expositions triennales belges
- Salon d'Anvers de 1849 : Tête de Melpomène, gravure ébauchée d'après l'antique et un dessin à la plume : Sainte Famille, d'après Raphaël[4].
- Salon de Bruxelles de 1851 : Tête de Melpomène, gravure ébauchée d'après l'antique et Faune, gravure d'après Carlo Maratta[6].
- Salon d'Anvers de 1852 : Portrait, gravure d'après Rembrandt et Un moine, dessin d'après Hans Memling[7].
- Salon de Bruxelles de 1854 : Le Petit maraudeur, gravure d'après Ferdinand de Braekeleer et Portrait, gravure d'après Rembrandt[8].
- Salon d'Anvers de 1855 : Le Petit maraudeur, gravure d'après Ferdinand de Braekeleer[9].
- Salon de Bruxelles de 1857 : Portrait de Claude Louis Sommé, gravure d'après le tableau de sa fille Félicité Sommé et Figure d'après nature, gravure[10].
- Salon d'Anvers de 1858 : Les Enfants aux champs, gravure d'après François Verheyden, Le 21 juillet 1856 et Portrait, dessin[11].
- Salon de Bruxelles de 1860 : Il ne pleut plus, gravure d'après le tableau de François Verheyden[12].
- Salon d'Anvers de 1861 : Encore un jour, bon Dieu, merci !, Portrait de M. C.H., dessin[13].
- Salon de Bruxelles de 1863 : La Prière de la vieille[14].
- Salon d'Anvers de 1864 : Portrait, dessin et deux cadres contenant chacun quatre portraits gravés sur pierre[15].
- Salon de Bruxelles de 1866 : Portrait de Nicolaas Rockox, bourgmestre d'Anvers, dessin d'après Rubens et quatre portraits gravés de Ferdinand de Braekeleer, Henri Leys, Emmanuel Noterman et Erin Corr[16].
- Salon d'Anvers de 1870 : Fleurs et fruits, Accessoires et Portrait[17].
- Salon de Bruxelles de 1872 : Appétissant[18].
- Salon d'Anvers de 1873 : Fruits et accessoires et Le Vin d'honneur[19].
- Salon de Bruxelles de 1875 : deux peintures représentant Fruits et accessoires[20].
- Salon d'Anvers de 1876 : La Sentinelle et Butin du pêcheur[21].
- Salon de Bruxelles de 1881 : Fruits[22].
- Salon de Bruxelles de 1884 : Pour un festin[23].
- Salon de Gand de 1886 (XXXIIIe) : Pour les friands[24].
- Salon de Bruxelles de 1887 : Coin de cuisine[25].
- Salon d'Anvers de 1888 : Coin de cuisine et Coup double[26].
- Salon d'Anvers de 1891 : Goûtez-en et Pour la fête[27].

### Collection muséale
- Musée national de Varsovie : Trophées de chasse (1884).